# Десульфонування
Десульфонува́ння (рос. десульфонирование, англ. desulfonation) — заміна сульфогрупи в молекулі органічної сполуки на атом H під дією води в кислому середовищі:
Ar-SO3H + H2O → ArH + H2SO4